# Nederlandse kampioenschappen schaatsen afstanden 2014 - 500 meter mannen
De 500 meter mannen op de Nederlandse kampioenschappen schaatsen afstanden 2014 werd op vrijdag 25 oktober 2013 in ijsstadion Thialf te Heerenveen over twee ritten verreden, waarbij de vierentwintig deelnemers ieder één keer in de binnenbaan en één keer in de buitenbaan startten.
Titelverdediger was Michel Mulder die de titel pakte tijdens de NK afstanden 2013. Er waren vijf startplaatsen te verdienen voor de wereldbeker schaatsen 2013/2014, waarbij de schaatsers met de vijf snelste tijden zich plaatsten voor de eerste vier wereldbekerwedstrijden. Ronald Mulder won de eerste omloop in een kampioenschapsrecord, maar Jan Smeekens overbrugde het verschil in de tweede omloop en werd Nederlands kampioen.

## Statistieken

### Uitslag
| #      | Schaatsster        | Ploeg                   | 1e           | 2e         | Punten |
| ------ | ------------------ | ----------------------- | ------------ | ---------- | ------ |
| Goud   | Jan Smeekens       | Brand Loyalty           | 34,98 (2)    | 34,92 (1)  | 69.900 |
| Zilver | Ronald Mulder      | Brand Loyalty           | 34,90 (1)    | 35,06 (3)  | 69.960 |
| Brons  | Michel Mulder      | Team Beslist.nl         | 35,10 (3)    | 34,92 (1)  | 70.020 |
| 4      | Jesper Hospes      | Team Beslist.nl         | 35,28 (4)    | 35,12 (4)  | 70.400 |
| 5      | Kjeld Nuis         | Brand Loyalty           | 35,45 (5)    | 35,18 (5)  | 70.630 |
| 6      | Stefan Groothuis   | Brand Loyalty           | 35,64 (7)    | 35,33 (6)  | 70.970 |
| 7      | Pim Schipper       | Brand Loyalty           | 35,67 (8)    | 35,34 (7)  | 71.010 |
| 8      | Lennart Velema     | iSkate Development Team | 35,70 (10)   | 35,60 (8)  | 71.300 |
| 9      | Hein Otterspeer    | Team Beslist.nl         | 35,70 (9)    | 35,63 (9)  | 71.330 |
| 10     | Mark Tuitert       | Team Beslist.nl         | 35,57 (6)    | 35,80 (12) | 71.370 |
| 11     | Gerben Jorritsma   | Brand Loyalty           | 35,88 (12)   | 35,66 (10) | 71.540 |
| 12     | Jacques de Koning  | Team Beslist.nl         | 35,88 (11)   | 35,86 (14) | 71.740 |
| 13     | Aron Romeijn       | iSkate Development Team | 35,90 (13)   | 35,96 (15) | 71.860 |
| 14     | Thomas Krol        | Team Beslist.nl         | 36,10 (15)   | 35,78 (11) | 71.880 |
| 15     | Kai Verbij         | Jong Oranje             | 35,91 (14)   | 36,14 (16) | 72.050 |
| 16     | Sjoerd de Vries    | Team Beslist.nl         | 37,13 (21)   | 35,81 (13) | 72.940 |
| 17     | Joost Born         | iSkate Development Team | 36,64 (17)   | 36,33 (18) | 72.970 |
| 18     | Dai Dai Ntab       | iSkate Development Team | 36,52 (16)   | 36,56 (19) | 73.080 |
| 19     | Lucas van Alphen   | Project 2018            | 36,67 (18)   | 36,63 (20) | 73.300 |
| 20     | Gijs Esders        | Gewest Gelderland       | 36,68 (19)   | 36,89 (22) | 73.570 |
| 21     | Jeljer Haarsma     | G.S.S.V. Tjas           | 37,08 (20)   | 36,97 (23) | 74.050 |
| 22     | Martijn van Oosten | iSkate Development Team | 37,20 (22)   | 36,88 (21) | 74.080 |
| 23     | Lieuwe Mulder      | iSkate Development Team | 39,25 (23)   | 36,31 (17) | 75.560 |
| 24     | Allard Neijmeijer  | G.S.S.V. Tjas           | 1.07,70 (24) | DNS        | DNF    |

### Loting 1e 500 m
| Rit | Binnenbaan         | Buitenbaan       |
| --- | ------------------ | ---------------- |
| 1   | Martijn van Oosten | Gerben Jorritsma |
| 2   | Lieuwe Mulder      | Aron Romeijn     |
| 3   | Jeljer Haarsma     | Dai Dai Ntab     |
| 4   | Joost Born         | Gijs Esders      |
| 5   | Pim Schipper       | Thomas Krol      |
| 6   | Jacques de Koning  | Kai Verbij       |
| 7   | Sjoerd de Vries    | Lennart Velema   |
| 8   | Allard Neijmeijer  | Lucas van Alphen |
| 9   | Jan Smeekens       | Stefan Groothuis |
| 10  | Mark Tuitert       | Ronald Mulder    |
| 11  | Michel Mulder      | Hein Otterspeer  |
| 12  | Kjeld Nuis         | Jesper Hospes    |

### Ritindeling 2e 500 m
| Rit | Binnenbaan       | Buitenbaan         |
| --- | ---------------- | ------------------ |
| 1   | Gijs Esders      |                    |
| 2   | Lucas van Alphen | Lieuwe Mulder      |
| 3   | Dai Dai Ntab     | Martijn van Oosten |
| 4   | Thomas Krol      | Sjoerd de Vries    |
| 5   | Kai Verbij       | Jeljer Haarsma     |
| 6   | Aron Romeijn     | Joost Born         |
| 7   | Gerben Jorritsma | Jacques de Koning  |
| 8   | Lennart Velema   | Pim Schipper       |
| 9   | Hein Otterspeer  | Mark Tuitert       |
| 10  | Stefan Groothuis | Kjeld Nuis         |
| 11  | Jesper Hospes    | Michel Mulder      |
| 12  | Ronald Mulder    | Jan Smeekens       |

1987 · 
1988 · 
1989 · 
1990 · 
1991 · 
1992 · 
1993 · 
1994 · 
1995 · 
1996 · 
1997 · 
1998 · 
1999 · 
2000 · 
2001 · 
2002 · 
2003 · 
2004 · 
2005 · 
2006 · 
2007 · 
2008 · 
2009 · 
2010 · 
2011 · 
2012 · 
2013 · 
2014 · 
2015 · 
2016 · 
2017 · 
2018 · 
2019 · 
2020 · 
2021 · 
2022 · 
2023 ·
2024 · 
2025